# Chey Chettha IV
Chey Chettha IV (tên húy là Ang Sor hoặc Ang Saur. Tiếng Việt gọi là Nặc Ông Thu, Nặc Thu, Ông Thu) (1656-1725) là quốc vương của Chân Lạp, nắm ngôi vua các giai đoạn 1675 - 1695, 1696 - 1699, 1701 - 1702, 1703 - 1706

## Tiểu sử
Ang Sor (Nặc Thu 匿秋), hiệu là Chey Chettha IV, là con trai của Barom Reachea VIII. Ang Sor lên ngôi lúc 19 tuổi.

### 1675 - 1695
Tháng 4 năm 1674, chúa Nguyễn phá được 3 lũy: Sài Côn (đất trấn Phiên An), Gò Vách và rồi tiến quân lên vây thành Nam Vang. Nặc Ông Đài (Ang Chea - anh của Nặc Thu) phải bỏ thành chạy vào rừng, bị thuộc hạ giết chết.
Sau cái chết của anh trai Ang Chea, Nặc Thu (Ang Sor) ra hàng. Nặc ông Thu là chính dòng con trưởng cho nên được cho lập làm chính quốc vương đóng ở Long Úc (thành Vũng Luông - Longvek), để Nặc Nộn (Ang Nan) làm đệ nhị quốc vương (dưới sự bảo trợ của Chúa Nguyễn), đóng ở thành Sài Gòn, bắt hằng năm phải triều cống.
Nặc Thu sau đó thỉnh cầu sự trợ giúp của triều Narai của vương quốc Ayutthaya để đánh phó vương Nặc Nộn nhằm giành quyền. Vua Narai đã cho cả thủy binh và bộ binh cùng với quân của Nặc Ông Thu tiến đánh phó vương Ang Nan (Ông Nộn) năm 1679. Ang Nan lại nhờ sự giúp đỡ của chúa Nguyễn.
Trước sự xâm lấn không gian sống của những người Hoa, người Khmer chủ động rút khỏi 2 tỉnh "Kau Kan" (Basak - Ba Thắc hoặc Sóc Trăng) và "Trapeang" (Trà Vinh) và sau đó bất ngờ trở lại tấn công năm 1684 dưới sự hỗ trợ của người Xiêm.
Năm Mậu Thìn (1688), tức 9 năm sau kể từ khi Dương Ngạn Địch sang đất Việt, ông bị phó tướng Hoàng Tiến giết chết ở cửa biển Mỹ Tho. Hoàng Tiến dời đến đóng ở xứ Rạch Năn (thuộc huyện Kiến Hòa, trấn Định Tường; còn gọi là Thuận Cảng, nay là sông Vàm Nao, thuộc tỉnh An Giang), chiếm cứ vùng hiểm yếu, đóng thuyền chiến, đúc thêm súng lớn, không cho thương nhân qua lại, quấy nhiễu cướp bóc người Cao Miên.

Sách Đại Nam thực lục Tiền biên chép:
Vua chính nước Chân Lạp là Nặc Thu (Chey Chettha IV) oán giận, bỏ việc triều cống và đắp ba lũy Bích Đôi (Gò Vách), Cầu Nam (Cầu Đôi) và Nam Vang, rồi chằng xích sắt ngăn cửa sông, làm kế cố thủ.
Nặc Nộn biết mưu ấy, cho chạy báo với dinh Trấn Biên. Phó tướng Mai Vạn Long liền gửi trạm dâng thư [của Nặc Nộn]. Chúa giận lắm, bèn triệu các quan bàn việc xuất binh.
Lấy Vạn Long làm thống binh, Nguyễn Thắng Long và Nguyễn Tân Lễ làm tả hữu vệ trận, Thủ hợp Văn Vỵ làm tham mưu, đem quân đánh Chân Lạp. Sai Hoàng Tiến làm tiên phong, dưới quyền tiết chế của Vạn Long.
1689, Mai Vạn Long kéo quân đến cửa biển Mỹ Tho, đóng ở Sầm Khê(1. Tức là Rạch Gầm. 1) (nay thuộc huyện Kiến Đăng tỉnh Định Tường), sai người đến Nan Khê triệu Hoàng Tiến đem quân sở bộ đến.
Nặc Thu nghe quân ta đến gần bờ cõi rất sợ hãi, cùng với bề tôi là Oc Nha Da Trình mưu dùng kế hoãn binh, bèn chọn một người con gái đẹp có tài biện luận tên là Chiêm Dao Luật, sai đem của báu đến dinh Hoàng Tiến nói rằng: “Tướng quân ở đất Chân Lạp đã lâu năm. Người xưa ăn một bữa cơm cũng phải báo ơn. Nay nghe tướng quân vâng mệnh đánh Chân Lạp, trộm  nghĩ không khen tướng quân đâu”. Tiến nói rằng: “Vạn Long ngày nay triệu ta, không phải là có thành tâm, chỉ là muốn bắt ta trước, rồi sau sẽ diệt Nặc Thu thôi. Lẽ nào ta lại bị nó đánh lừa. Về nói với chúa mày đừng ngờ !”. Tiến bèn đóng quân giữ chỗ hiểm. Vạn Long giục mãi không đến, biết Tiến quả có chí khác rất lấy làm lo. Trong quân có Văn Thông (người Quảng Ngãi, không rõ họ) có tài biện luận, vốn hiểu tiếng các nước, nhân  nói với Vạn Long rằng: “Thống binh như muốn bắt Tiến, nếu không làm cho hắn lìa bỏ chỗ hiểm thì không được. Tôi nghe người Long Môn có một ông già họ Trương rất có tiếng tăm, Tiến nghe tiếng vẫn hâm mộ mà chưa biết mặt. Tôi xin giả làm ông già Trương đến phân trần lợi hại để dỗ hắn tới hội. Thống binh nhân chụp đánh thì bắt được Tiến ngay”. Vạn Long mừng và sai đi.
Văn Thông bèn cải trang tự xưng là Trương lão gia, đến dinh Tiến xin yết kiến. Tiến mừng, mời ngồi. Văn Thông thong thả nói: “Tôi từ khi quân Long Môn thua trận vong mệnh đến miền Nam, nhờ thiên vương cho làm cai đội, nay theo quyền điều khiển cửa thống binh Trấn Biên, cho nên lại đây gặp nhau, để bày tỏ chút tình hương lý”. Tiến tin lắm. Văn Thông nhân bảo Tiến rằng: “Tướng quân chịu mệnh lệnh đi đánh Chân Lạp, cớ sao đã lâu mà không đến gặp Thống binh ?” Tiến nói: “Tôi nghĩ cái thân lưu lạc, nhờ tiên vương cho ở đất này, bao giờ dám quên ơn ? Nhưng tôi xem sự ăn mặc của tôi được nhờ đều là sản vật của Chân Lạp, nay đem quân đánh họ thì là bất nghĩa, nhưng vì Chân Lạp mà chống mệnh vua thì là bất trung, tiến thoái hai đàng đều khó. Còn muốn đóng quân tự thủ, chờ xem tình thế ra sao”. Văn Thông nói: “Bất nghĩa là lỗi nhỏ, bất trung là tội lớn, tướng quân còn phải chọn gì ? Tôi nghĩ tướng quân bây giờ không gì bằng đến gặp Thống binh một lần để cởi mối ngờ, rồi sau sẽ dần tính kế, như thế tốt hơn”. Tiến nói: “Tiên sinh đã dạy tôi nên gặp Thống binh, nhưng lúc gặp thì chả biết Thống binh có ra thành đón tôi không ? cùng chia ngôi tả hữu với tôi không ? có cho đem quân tới hội mà không ngờ không ?”. Văn Thông nói: “Nhường chiếu để đãi kẻ sĩ, đó là bản tâm của Thống binh. Tôi về nói với Thống binh, ắt được như ước. Chỉ mong tướng quân đừng thất tín thôi”. Bèn từ biệt về. Mưu sĩ của Tiến là Hoắc Sinh bảo Tiến rằng: “Tôi nghe tiếng Trương lão gia là người ít nói, nay người này ăn nói liến thoắng, có lẽ là thuyết khách của Vạn Long, xin đừng nên tin”. Tiến không nghe.
Văn Thông về báo cáo với Vạn Long. Vạn Long lại sai Văn Thông đi mời Tiến, mà đặt phục binh ở chỗ hiểm yếu để chờ. Quả nhiên Tiến đi thuyền ra sông đến hội. Phục binh vùng dậy, bốn mặt đánh vào, Tiến bỏ thuyền chạy, nhắm lẩn về phía cửa biển Lôi Lạp. Vạn Long vào lũy, bắt được vợ con Tiến đều chém cả, chiêu tập dư chúng quân Long Môn, sai bộ tướng của Dương Ngạn Địch là Trần Thượng Xuyên quản lãnh để làm tiên phong. Thừa thắng, Vạn Long tiến đánh Nặc Thu, đốt đứt xích sắt ngang sông, liên tiếp lấy được ba lũy Bích Đôi, Cầu Man và Nam Vang. Nặc Thu lui giữ thành Long úc. Cai đội Nguyễn Thắng Quyền khinh địch ham tiến, bị Nặc Thu đánh bại. Cai cơ Nguyễn Thắng Sơn đem quân đến cứu, xông trận đánh hăng. Nặc Thu lùi chạy vào thành cố thủ. Gặp mưa gió sấm sét nổi lớn. Vạn Long muốn đóng quân ở sông Cái, Thắng Sơn can rằng: “Chân Lạp đất nhiều rừng rú, nước sông chảy xiết, ta đóng quân ở đấy, lỡ khi quân địch kết bè ở thượng lưu thả xuống thì ta lấy gì mà chống ? Chẳng bằng rút quân về bản dinh để chứa oai nuôi sức. Họ thấy quân ta đã rút ắt sinh trễ nải, ta thừa lúc không phòng bị mà đánh một trận là diệt được”. Vạn Long theo lời. Quân ta đã lùi, Nặc Thu cùng các tướng bàn mưu, bèn sai Nặc Sa đưa lễ đến dinh Vạn Long để cầu hoãn binh. Vạn Long giận bắt giam lại. Nặc Thu lại sai nữ sứ là Chiêm Dao Luật đem vàng lụa đến hiến. Vạn Long hỏi vặn rằng: “Nước mày không chịu cống hiến, lại đắp thành lũy, đóng chiến thuyền, muốn làm gì thế ?” Dao Luật nói: “Tiểu quốc ngày trước dâng cống đều bị Hoàng Tiến cướp hết. Lại khổ vì họ cướp bóc quấy phá, cho nên phải mưu giữ mình thôi, chứ có dám làm phản đâu”. Vạn Long tin lời và sai Dao Luật cùng Nặc Sa đem hịch về báo với Nặc Thu, bắt phải nộp cống. Dao Luật về nước đã được hơn một tháng mà không thấy lễ cống đến. Vạn Long ngờ, họp các tướng lại bàn. Nguyễn Tân Lễ nói: “Quân chúa đi dẹp loạn, cốt yếu là bắt cho kẻ làm phản phải phục. Nay nước sông đang chảy mạnh, chiến thuyền đi ngược không tiện, chưa có thể khinh tiến được. Huống quân ta lại không quen thủy thổ. Hãy cứ đóng quân để đợi nó đến, đó là thượng sách”. Vạn Long khen là phải. Thắng Sơn nói: “Chân Lạp hay phản Phước dối trá, không gì bằng đánh gấp đi, há nên ngồi đợi để cho già quân đi à ?” Vạn Long nói: “Làm tướng cốt lấy ân tín làm trọng, không phải lấy chém giết là oai. Ta muốn đem thành tín để phục người Man, họ đã hàng phục thì còn chiến đấu làm gì ?”. Bấy giờ các tướng chia binh vỡ đất cày cấy, không lo phòng bị chiến tranh.
Chúa sai Hữu Hào làm Thống binh, văn chức Hòa Tín làm Tham mưu, thủ hợp Diệu Đức (không rõ họ) làm Thị chiến, Nguyễn Thắng Sơn làm tiên phong, kén thêm quân ở Phú Yên, Thái Khang và Phan Rí để tiến đánh Chân Lạp. Bãi Vạn Long làm thứ nhân, giáng Văn Vị làm tướng thần lại.
Nguyễn Hữu Hào tiến quân đóng ở Bích Đôi, chia bày dinh lũy, thủy bộ tiếp nhau để làm thế dựa nhau, quân lệnh nghiêm chỉnh, chư tướng đều khen tài năng.
Mùa hạ, tháng 4, thao diễn thủy quân, định các hạng hơn kém, thưởng bạc tiền theo thứ bực.
Tháng 5, chúa sai trung sứ(1. Trung sứ: Sứ ở trong triều đi ra địa phương.1) đến dụ Nguyễn Hữu Hào rằng: “Nặc Thu nước Chân Lạp nếu muốn chuộc tội thì phải hiến 50 con voi đực, 500 lạng vàng, 2.000 lạng bạc, 50 tòa tê giác, đủ lễ vật đến tạ thì mới rút quân về. Nếu không thì phải tiến đánh gấp”. Hữu Hào sai người đến bảo cho Nặc Thu. Nặc Thu lại sai Dao Luật đem dê vàng lụa đến hiến. Hữu Hào thấy thế cười rằng: “Nay mày lại muốn đến làm thuyết khách nữa ư ? Ta không phải như Vạn Long đâu ? Về nói cho Nặc  Thu phải sớm cống hiến, không thì đại quân kéo đến, thành quách của chúng mày sẽ tan nát hết”. Dao Luật nói: “Nước nhỏ thờ nước lớn cũng như con thờ cha, đâu dám có lòng gì khác. Bữa nọ nước tôi đương sửa soạn lễ cống thì chợt thiên sứ đến nên chưa sắm đủ thôi. Xin tướng quân rộng cho một tuần nữa, đâu dám trái lệnh”. Hữu Hào muốn cho. Bọn Hòa Tín, Thắng Sơn đều nói rằng: “Chân Lạp lừa dối, nhiều mánh khóe không thể tin được, gương Vạn Long không xa. Chẳng bằng đánh đi”.
Hữu Hào nói: “Họ đã về với ta mà ta lại đánh, đó là bắt chẹt người trong lúc nguy, không phải là võ. Huống chi Nặc Thu ngày nay như thỏ đã ra hầm, chim đã mắc lưới, còn lo gì nó lừa dối ?”; bèn thả cho Dao Luật về. Nặc Thu liền sai sứ là ốc Nha A Lặc Thi đem 20 thớt voi nhỏ, 100 lạng vàng, 500 lạng bạc, đến hiến. Hữu Hào thu nhận. Từ đó Nặc Thu thường khiến Dao Luật tới quân trung van lơn. Hữu Hào tin lời, thường cùng với các tướng ở trong quân say sưa hát xướng làm vui, tự cho rằng không mất một mũi tên mà Chân Lạp tự quy phục, dù các danh tướng thời xưa cũng không hơn thế. Các tướng đều cười thầm. Thị chiến Diệu Đức nói: “Vàng bạc tê tượng đều là thổ sản của Chân Lạp, nay hiến bằng ấy, thực không phải chân tình, chi bằng cứ đánh”. Hữu Hào nói: “Yên vỗ người xa, quý lễ mà không quý vật. Người xưa chỉ cống cỏ tranh, nào có phẩm vật gì ?” Diệu Đức không trả lời nữa. Từ đó Hữu Hào cùng các tướng không được hòa hiệp.
Tháng 6, ngày Bính tý, cầu vồng trắng hiện ngang trời.
Nặc Thu lại sai Dao Luật đem 10 thớt voi nhỏ, 6 tòa tê giác, 50 lạng vàng, 100 lạng bạc, đến hiến. Hữu Hào lại nhận. Hòa Tín nói: “Chúng ta ra quân, chỉ cần đánh địch. Nay tới chỗ địch mà lại không đánh, thì đợi cái gì ?”. Thắng Sơn và các tướng cũng xin trước chém Dao Luật, sau bắt Nặc Thu, không để cho họ đùa cợt. Hữu Hào quát nói rằng: “Việc ở biên khổn, trách nhiệm là ở đại tướng. Ta từ tuổi nhỏ, theo cha đánh trận kể biết bao nhiêu, nay há lại sợ bọn tiểu man này ư ? Nhưng ta đã có kế sẵn, các ngươi chớ nên hùa nhau ầm lên”. Bèn sai rút quân về. Hòa Tín và Thắng Sơn ngầm đem việc báo lên. Chúa cả giận nói: “Hữu Hào cũng tội như Vạn Long, hãy đợi đem quân về sẽ hỏi tội.
Mùa thu, tháng 8, quân về tới nơi. Bọn Hòa Tín kể hết sự trạng Nguyễn Hữu Hào lần chần làm hỏng việc quân. Chúa sai tước bỏ quan chức của Hữu Hào, truất làm thứ dân.
Năm 1695, sau khi ổn định và cải cách triều đình, Ông Thu thoái vị để truyền ngôi cho cháu là Outey I (Ang Yong), con của vua anh đã mất là Keo Fa II (Ang Chea - Nặc Ông Đài).

### 1696 - 1699
Tuy nhiên, sau một năm, Outey I mất. Nặc Ông Thu lại lên làm vua một lần nữa.
Năm 1699, Ông Thu lại đem quân tiến công Đại Việt.

Sách Đại Nam thực lục chép:
Kỷ mão, năm thứ 8 [1699], mùa thu, tháng 7, Nặc Thu nước Chân Lạp làm phản, đắp các lũy Bích Đôi, Nam Vang và Cầu Nam, cướp bóc dân buôn. Tướng Long Môn là Trần Thượng Xuyên đóng giữ Doanh Châu (nay thuộc Vĩnh Long) đem việc báo lên.
Mùa đông, tháng 10, lại sai Nguyễn Hữu Kính làm Thống suất, Cai bạ Phạm Cảm Long làm Tham mưu, Lưu thủ Trấn Biên là Nguyễn Hữu Khánh làm tiên phong, lãnh quân hai dinh Bình Khang, Trấn Biên, và thuộc binh 7 thuyền dinh Quảng Nam, cùng với tướng sĩ Long Môn đi đánh.
Canh thìn năm thứ 9 [1700], tháng 2, Nguyễn Hữu Kính đem quân các đạo tiến vào nước Chân Lạp, đóng ở Ngư Khê(2. Ngư Khê: Rạch Cá. 2), sai người dò xét thực hư, chia đường tiến quân.
Tháng 3, Thống binh Trần Thượng Xuyên cùng quân giặc đánh liên tiếp nhiều trận đều được. Khi quân ta đến lũy Bích Đôi và Nam Vang, Nặc Thu đem quân đón đánh. Nguyễn Hữu Kính mặc nhung phục đứng trên đầu thuyền, vung gươm vẫy cờ, đốc các quân đánh gấp, tiếng súng vang như sấm. Nặc Thu cả sợ, bỏ thành chạy. Nặc Yêm (con vua thứ hai Nặc Nộn) ra hàng, Hữu Kính vào thành, yên vỗ dân chúng.
Mùa hè, tháng 4, Nặc Thu đến cửa quân đầu hàng, xin nộp cống. Nguyễn Hữu Kính báo tin thắng trận rồi lùi quân đóng đồn ở Lao Đôi, kinh lý việc biên giới.

### 1701-1702
Nặc Ông Thu truyền ngôi lại cho người con mới 12 tuổi là Thommo Reachea III (Nặc Thâm) nhưng thực tế ông vẫn nắm quyền. Sau khi Ang Nan (Nặc Nộn) chết, Nặc Ông Thu phong chức phó vương (Tham Đích Sá Giao Chùy) cho con của Ang Nan là Ang Em (Nặc Yêm), đồng thời gả con gái cho Ang Em.
Giai đoạn cuối đời, Ông Thu chứng kiến cảnh tranh giành quyền lực giữa con trai mình là quốc vương Nặc Thâm và người cháu phó quốc vương Nặc Yêm. Nặc Ông Thu mất năm 1725.

## Hậu duệ
1. Với vợ Ang Lei, con gái nhiếp chính vương Outey (ông nội của Nặc Thu):
  - Thommo Reachea III (Nặc Thâm), sau lên làm quốc vương Chân Lạp.
  - Công chúa Maha Kshatriyi, sau lấy phó vương Ang Em (Nặc Yêm, con phó vương Ang Nan).
  - Công chúa Sri Sujathi Kshatriyi, sau lấy vua Satha II (Nặc Tha, con trai của Ang Em).
2. Với vợ Ang Ey:
  - Công chúa Ek Kshatriyi, sau lấy người anh cùng cha khác mẹ là Thommo Reachea III (Nặc Thâm).